# کلمنس آرنولد
کلمنس آرنولد (انگلیسی: Clemens Arnold؛ زادهٔ ۳۱ اوت ۱۹۷۸) بازیکن هاکی روی چمن اهل آلمان است.